# Edwin Jongejans
Edwin Jongejans (Países Bajos, 18 de diciembre de 1966) es un clavadista o saltador de trampolín neerlandés especializado en trampolín de 1 metro, donde consiguió ser campeón mundial en 1991.

## Carrera deportiva
En el Campeonato Mundial de Natación de 1991 celebrado en Perth (Australia), ganó la medalla de oro en el trampolín de 1 metro, con una puntuación de 588 puntos, por delante del estadounidense Mark Lenzi (plata con 578 puntos) y del chino Wang Yijie  (bronce con 577 puntos).